# Кјакафреда (Бари)
Кјакафреда (итал. Chiacafredda) је насеље у Италији у округу Бари, региону Апулија.
Према процени из 2011. у насељу је живело 105 становника. Насеље се налази на надморској висини од 286 м.